# Racosperma pedinum
Racosperma pedinum là một loài thực vật có hoa trong họ Đậu. Loài này được (Kodela & Tame) Pedley mô tả khoa học đầu tiên năm 2003.